# ويليام دبليو. هاغن
ويليام دبليو. هاغن (بالإنجليزية: William W. Hagen)‏ هو مؤرخ أمريكي، ولد في 1942.